# Micky Adriaansens
Monique Anne Maria Adriaansens, detta Micky (Schiedam, 1º marzo 1964), è una politica olandese, Ministro degli affari economici e della politica climatica dal 10 gennaio 2022.

## Biografia
Nata a Schiedam, si è diplomata presso il Ginnasio municipale di Hilversum. Successivamente tra il 1983 e il 1988 ha studiato politiche della salute e management presso l'Università Erasmus di Rotterdam, per poi studiare tra il 1984 e il 1991 giurisprudenza; tra il 1995 e il 1996 si è specializzata in diritto fallimentare presso l'Università Radboud di Nimega.
Dopo aver lavorato nel campo del diritto fallimentare, tra il 1999 e il 2003 ha lavorato per Twijnstra Gudde, tornandovi nel 2016 in qualità di presidente del consiglio di amministrazione. A partire dal 2018 è stata amministratrice nella società di consulenza e support Spalandt.
Eletta alla Eerste Kamer nel 2019, dove ha presieduto il Comitato per la salute, il benessere e lo sport, è stata poi nominata Ministro degli affari economici e della politica climatica nel quarto governo Rutte.